# Mauregny-en-Haye
Pour les articles homonymes, voir -en-Haye.
Mauregny-en-Haye est une commune française située dans le département de l'Aisne, en région Hauts-de-France. C'est un village axonais qui se situe entre Laon et Reims.

## Géographie

### Situation
Mauregny-en-Haye est un village du Laonnois situé à une quinzaine de kilomètres au sud-est de Laon.

### Communes limitrophes
Les communes limitrophes sont  Coucy-lès-Eppes, Courtrizy-et-Fussigny, Eppes, Festieux, Marchais, Montaigu et Saint-Erme-Outre-et-Ramecourt.

### Géologie et relief
Bâti dans un vallon boisé, à 15 km à l'est de Laon, le village se situe en contrebas d'un plateau calcaire. Les points culminants sont, à l'est le Mont Héraut (189 m), à l'ouest, le Beauregard (194 m), au sud le Haut Bouin (158 m) qui se prolonge jusqu'à Courtrizy-et-Fussigny.
Sa ceinture de collines boisées protège le village des vents dominants. Bois et landes occupent une surface importante du terroir. Les terres labourables s'étendent vers le nord sur un sol argilo-sablonneux.

### Hydrographie

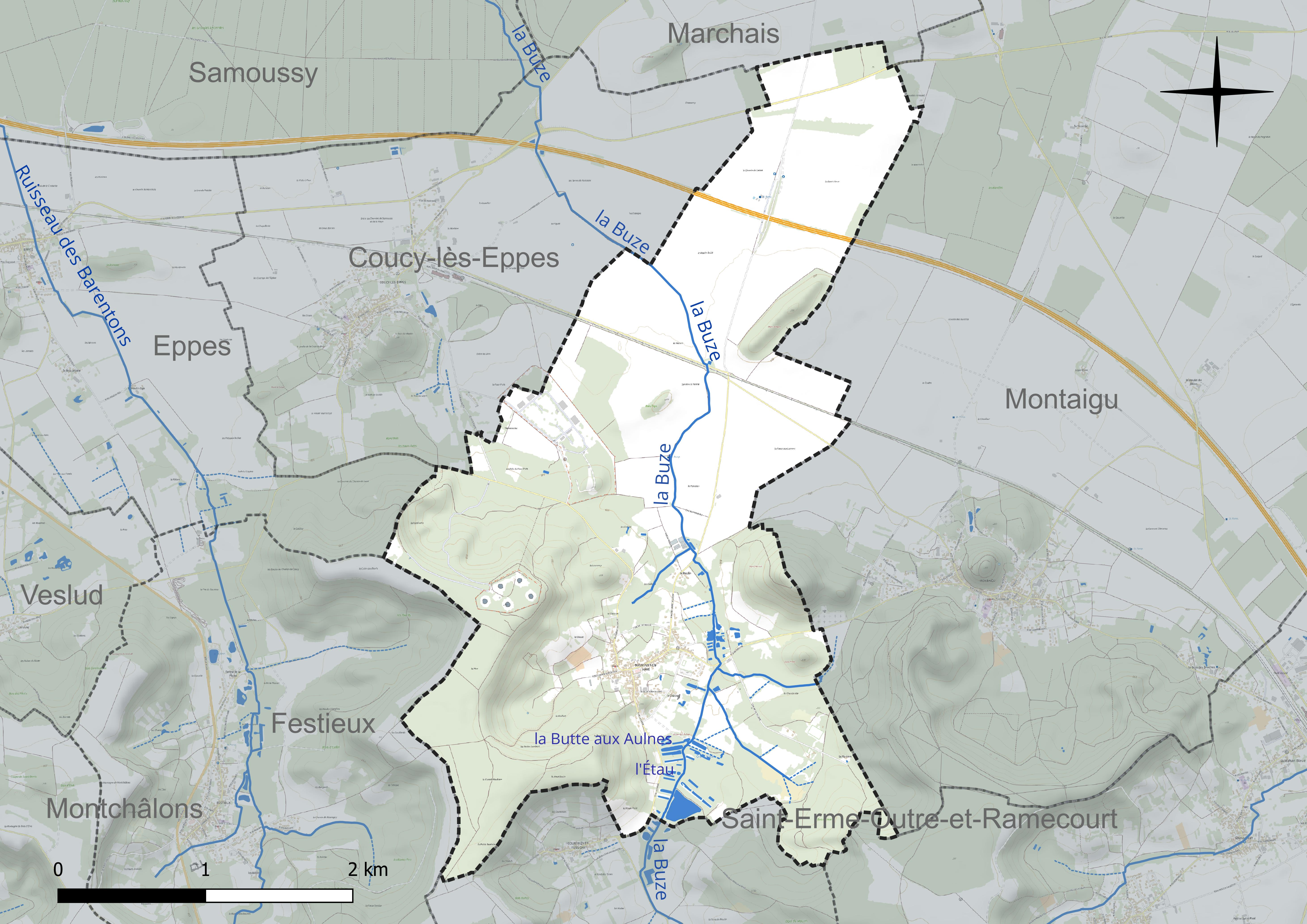
Carte hydrographique de la commune.

Le ru d'Haye (ou Buze) , prenant sa source au sud de Courtrizy, serpente au travers de pâtures et terrains marécageux, et de nombreux étangs sillonnent son cours entre Courtrizy et Mauregny. C'est un affluent de la Souche et donc un sous-affluent de la Seine par l'Oise et la Serre.
La commune est située dans le bassin Seine-Normandie. Elle est drainée par la Buze et divers autres petits cours d'eau,.
La Buze, d'une longueur de 20 km, prend sa source dans la commune de Courtrizy-et-Fussigny et se jette  dans la Souche à Pierrepont, après avoir traversé dix communes.

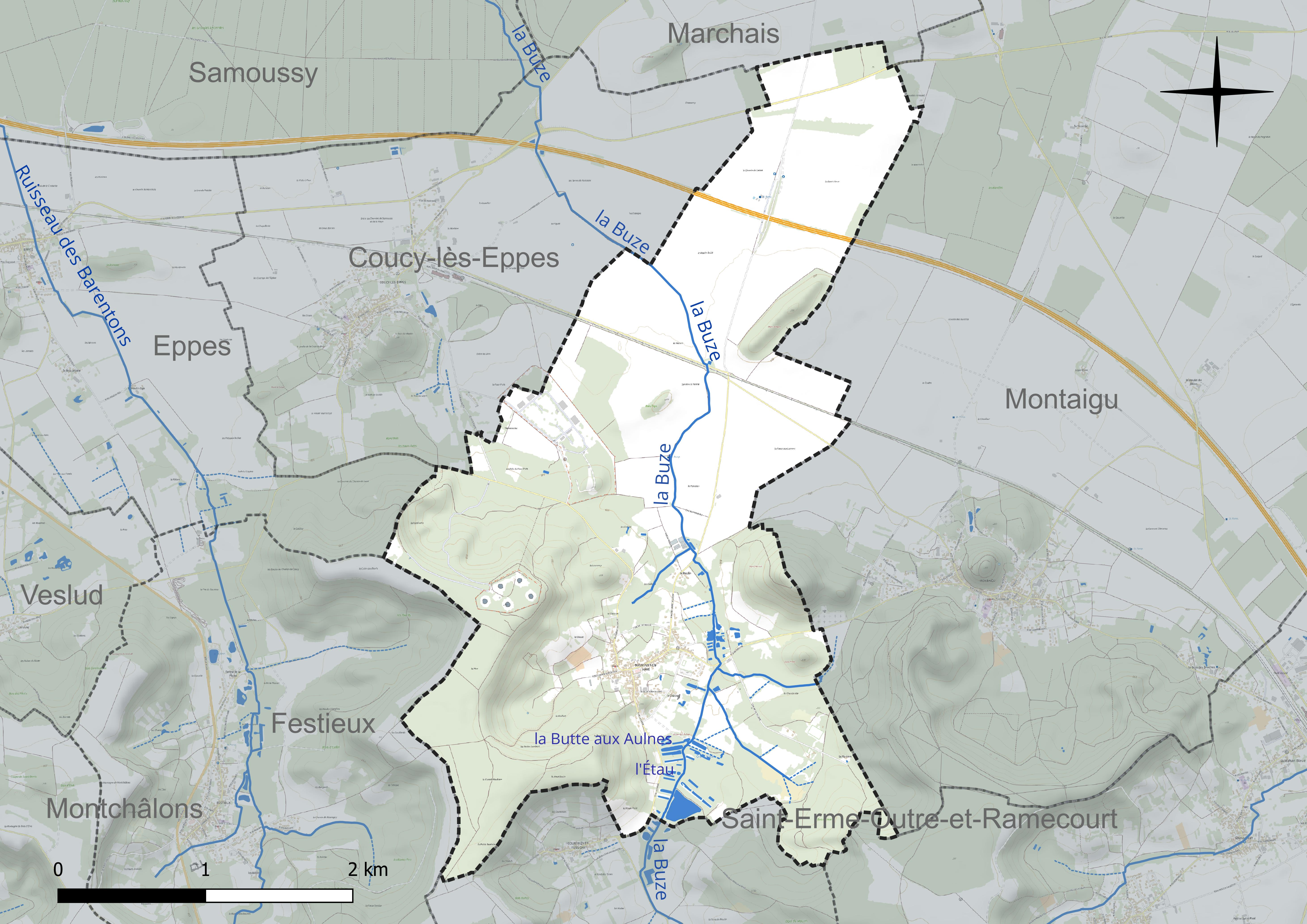
Réseau hydrographique de Mauregny-en-Haye.

Deux plans d'eau complètent le réseau hydrographique : la Butte aux Aulnes (0,6 ha) et l'étau (0,2 ha),.

### Climat
Pour des articles plus généraux, voir Climat des Hauts-de-France et Climat de l'Aisne.
En 2010, le climat de la commune est de type climat océanique dégradé des plaines du Centre et du Nord, selon une étude du CNRS s'appuyant sur une série de données couvrant la période 1971-2000. En 2020, Météo-France publie une typologie des climats de la France métropolitaine dans laquelle la commune est exposée à un climat océanique altéré et est dans la région climatique Nord-est du bassin Parisien, caractérisée par un ensoleillement médiocre, une pluviométrie moyenne régulièrement répartie au cours de l'année et un hiver froid (3 °C).
Pour la période 1971-2000, la température annuelle moyenne est de 10,5 °C, avec une amplitude thermique annuelle de 15,5 °C. Le cumul annuel moyen de précipitations est de 739 mm, avec 12 jours de précipitations en janvier et 8,6 jours en juillet. Pour la période 1991-2020, la température moyenne annuelle observée sur la station météorologique la plus proche, située sur la commune de Gizy à 8 km à vol d'oiseau, est de 11,0 °C et le cumul annuel moyen de précipitations est de 724,1 mm,. Pour l'avenir, les paramètres climatiques de la commune estimés pour 2050 selon différents scénarios d'émission de gaz à effet de serre sont consultables sur un site dédié publié par Météo-France en novembre 2022.

## Urbanisme

### Typologie
Au 1er janvier 2024, Mauregny-en-Haye est catégorisée commune rurale à habitat dispersé, selon la nouvelle grille communale de densité à 7 niveaux définie par l'Insee en 2022.
Elle est située hors unité urbaine. Par ailleurs la commune fait partie de l'aire d'attraction de Laon, dont elle est une commune de la couronne,. Cette aire, qui regroupe 106 communes, est catégorisée dans les aires de 50 000 à moins de 200 000 habitants,.

### Occupation des sols

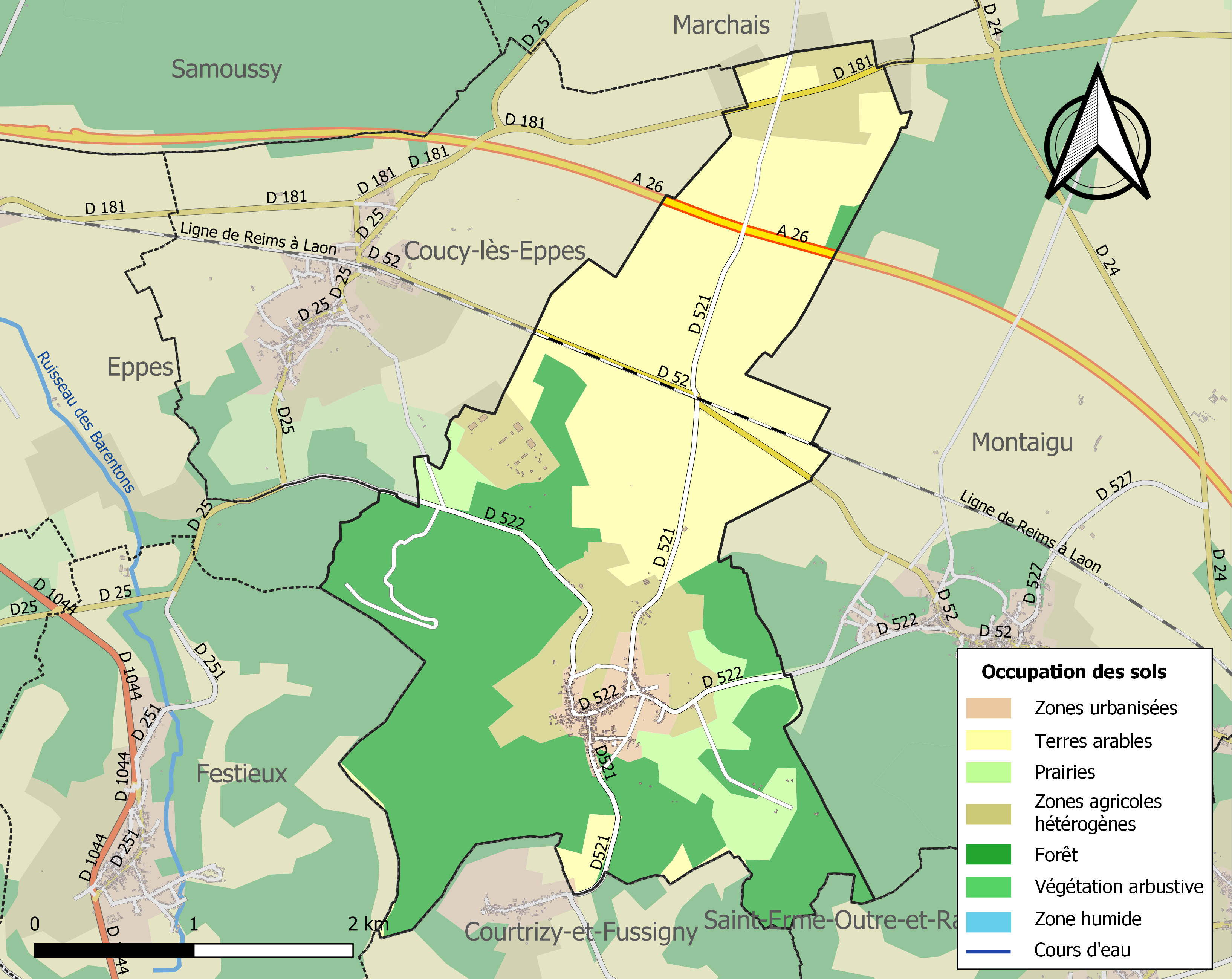
Carte de l'occupation des sols de la commune en 2018 (CLC).

L'occupation des sols de la commune, telle qu'elle ressort de la base de données européenne d'occupation biophysique des sols Corine Land Cover (CLC), est marquée par l'importance des territoires agricoles (56,3 % en 2018), une proportion identique à celle de 1990 (56,3 %). La répartition détaillée en 2018 est la suivante : 
forêts (40,3 %), terres arables (36,8 %), zones agricoles hétérogènes (13,2 %), prairies (6,2 %), zones urbanisées (3,3 %).
L'évolution de l'occupation des sols de la commune et de ses infrastructures peut être observée sur les différentes représentations cartographiques du territoire : la carte de Cassini (XVIIIe siècle), la carte d'état-major (1820-1866) et les cartes ou photos aériennes de l'IGN pour la période actuelle (1950 à aujourd'hui).

### Habitat et logement
En 2020, le nombre total de logements dans la commune était de 204, alors qu'il était de 210 en 2015 et de 196 en 2010.
Parmi ces logements, 84,3 % étaient des résidences principales, 4,9 % des résidences secondaires et 10,8 % des logements vacants. Ces logements étaient pour 100 % d'entre eux des maisons individuelles et pour 0 % des appartements.
Le tableau ci-dessous présente la typologie des logements à Mauregny-en-Haye en 2020 en comparaison avec celle de l'Aisne et de la France entière. Une caractéristique marquante du parc de logements est ainsi une proportion de résidences secondaires et logements occasionnels (4,9 %) supérieure à celle du département (3,4 %) mais inférieur  à celle de la France entière (9,7 %). Concernant le statut d'occupation de ces logements, 75 % des habitants de la commune sont propriétaires de leur logement (73,4 % en 2015), contre 61,6 % pour l'Aisne et 57,5 pour la France entière.
| Typologie                                               | Mauregny-en-Haye | Aisne | France entière |
| ------------------------------------------------------- | ---------------- | ----- | -------------- |
| Résidences principales (en %)                           | 84,3             | 86,6  | 82,1           |
| Résidences secondaires et logements occasionnels (en %) | 4,9              | 3,4   | 9,7            |
| Logements vacants (en %)                                | 10,8             | 10,1  | 8,2            |

### Voies de communication et transports
La commune est traversée par l'Autoroute A26 (France) dont la sortie la plus proche est celle de Laon, et par la Ligne de Reims à Laon. La halte de chemin de fer la plus proche est la gare de Coucy-lès-Eppes desservie par des trains régionaux TER Grand Est, qui effectuent des missions entre les gares de Reims et de Laon.
Elle est aisément accessible depuis l'ancienne route nationale 44 (actuelle RD 1044).

## Toponymie
Le nom de la localité est attesté sous les formes Molriniacum (1137) ; Molreni, Moriniacum (1178) ; Altare de Morigny (1183) ; Parrochiatus de Mouriniaco (1221) ; Morreni (1292) ; Moregny (1345) ; Maureny (1405) ; Maurreny-en-Laonnois (1425) ; Maureni (1451) ; Moregni (1494) ; Morgny (1572) ; Mauregnier (1608) ; Maurgny (1624) ; Mauregny (1642) ; Mornye-en-Vermandois (1645) ; Mauregni (1780).
Le complément locatif situe la commune dans la forêt de Haye.

## Histoire

### Préhistoire
Les plus anciennes traces de la présence de l'homme sur le terroir de Mauregny-en-Haye remontent à 7400 av. J.-C. Des fouilles, menées en 1974 proche du terrain de football, ont mis au jour des silex taillés et un campement de chasseurs préhistoriques[réf. nécessaire].

### Moyen-Âge
Au XIIe siècle, le domaine de Mauregny appartient à l'église de Laon. Roger I de Rosoy, évêque de Laon, le donne en 1178 à l'Abbaye Saint-Vincent de Laon.

### Temps modernes
A la fin de l'Ancien Régime, la paroisse relève de l'intendance de Soissons, des bailliage, élection et diocèse de Laon..

### Époque contemporaine

#### Première Guerre mondiale
Le village a subi des destructions durant la Première Guerre mondiale et a  été décoré de la Croix de guerre 1914-1918, le 23 janvier 1924.

## Politique et administration

### Rattachements administratifs et électoraux

#### Rattachements administratifs
La commune se trouve  dans l'arrondissement de Laon du département de l'Aisne.
Elle faisait partie depuis 1793 du canton de Sissonne. Dans le cadre du redécoupage cantonal de 2014 en France, cette circonscription administrative territoriale a disparu, et le canton n'est plus qu'une circonscription électorale.

#### Rattachements électoraux
Pour les élections départementales, la commune fait partie depuis 2014 du canton de Villeneuve-sur-Aisne
Pour l'élection des députés, elle fait partie de la première circonscription de l'Aisne depuis le dernier découpage électoral de 2010.

### Intercommunalité
Mauregny-en-Haye est membre de la communauté de communes de la Champagne Picarde, un établissement public de coopération intercommunale (EPCI) à fiscalité propre créé fin 1995et auquel la commune a transféré un certain nombre de ses compétences, dans les conditions déterminées par le code général des collectivités territoriales.

### Liste des maires
| Période                                  | Période                       | Identité         | Étiquette | Qualité                                                                                  |
| ---------------------------------------- | ----------------------------- | ---------------- | --------- | ---------------------------------------------------------------------------------------- |
| Les données manquantes sont à compléter. |                               |                  |           |                                                                                          |
|                                          |                               |                  |           |                                                                                          |
| avant 1875                               | après 1876                    | M. Lemaire       |           |                                                                                          |
|                                          |                               |                  |           |                                                                                          |
| 1900                                     |                               | M. Babled        |           |                                                                                          |
|                                          |                               |                  |           |                                                                                          |
| avant 1981                               | 1983                          | Raoul Bourdin    | PS        |                                                                                          |
| 1983                                     | 1955                          | Roger Desgrippes |           | Chef d'une entreprise de travaux publics Vice-président de la CC de la Champagne picarde |
|                                          |                               |                  |           |                                                                                          |
| mars 2001                                | mars 2008                     | Robert Boitelle  |           | Agriculteur et professeur de mathématiques et technologie                                |
| mars 2008                                | En cours (au 13 juillet 2020) | Laurent Allart   | DVD       | Cadre Réélu pour le mandat 2020-2026,                                                    |

## Équipements et services publics

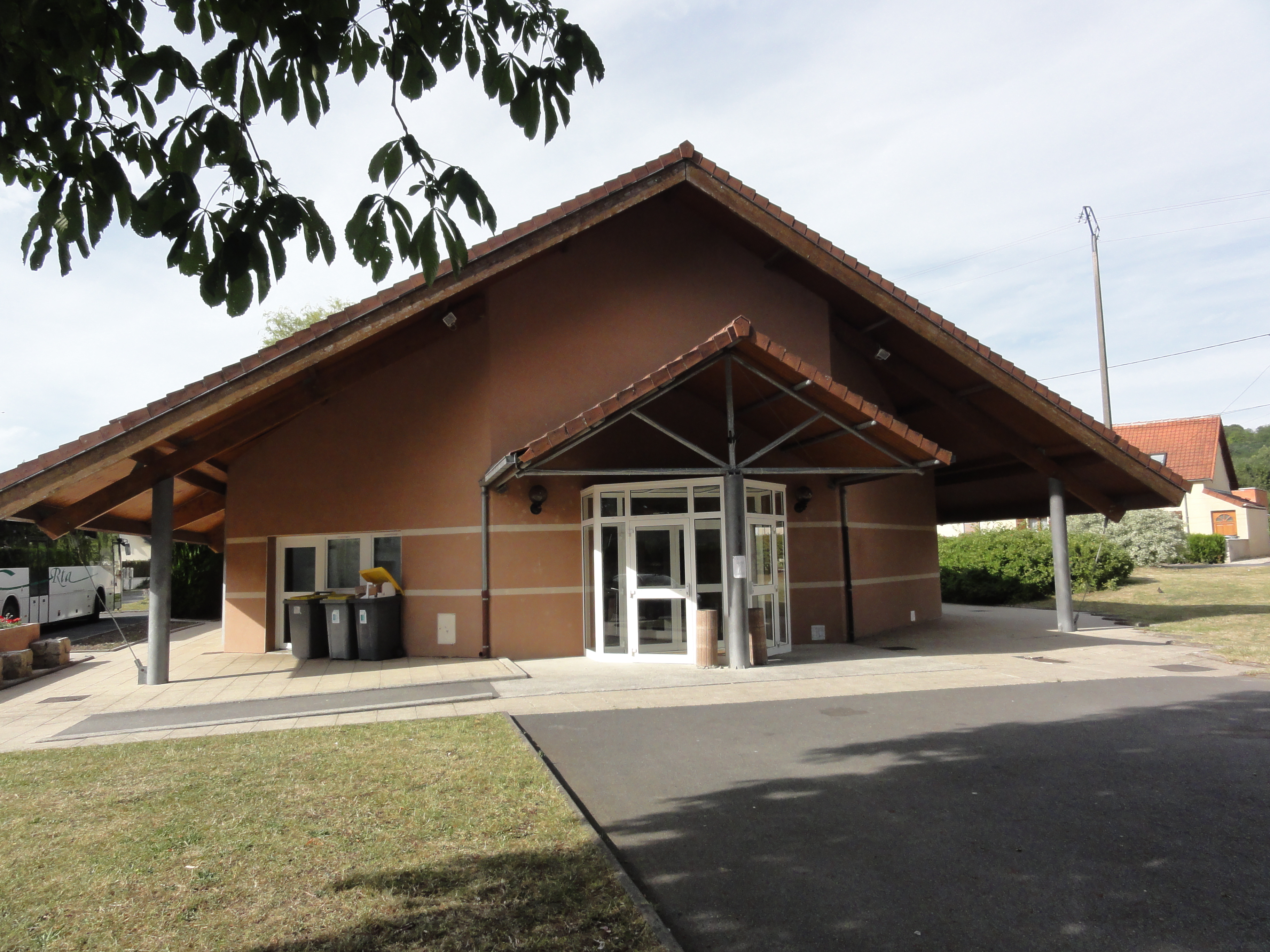
La salle des fêtes.

Le village a gardé son aspect d'autrefois tout en modernisant ses équipements et services (salle polyvalente, tennis, bibliothèque...).

## Population  et société

### Démographie
L'évolution du nombre d'habitants est connue à travers les recensements de la population effectués dans la commune depuis 1793. Pour les communes de moins de 10 000 habitants, une enquête de recensement portant sur toute la population est réalisée tous les cinq ans, les populations de référence des années intermédiaires étant quant à elles estimées par interpolation ou extrapolation. Pour la commune, le premier recensement exhaustif entrant dans le cadre du nouveau dispositif a été réalisé en 2005.

En 2022, la commune comptait 403 habitants, en évolution de −4,73 % par rapport à 2016 (Aisne : −1,97 %, France hors Mayotte : +2,11 %).
| 1793 | 1800 | 1806 | 1821 | 1831 | 1836 | 1841 | 1846 | 1851 |
| ---- | ---- | ---- | ---- | ---- | ---- | ---- | ---- | ---- |
| 553  | 592  | 640  | 632  | 667  | 707  | 742  | 734  | 711  |

| 1856 | 1861 | 1866 | 1872 | 1876 | 1881 | 1886 | 1891 | 1896 |
| ---- | ---- | ---- | ---- | ---- | ---- | ---- | ---- | ---- |
| 667  | 630  | 619  | 600  | 602  | 558  | 547  | 517  | 505  |

| 1901 | 1906 | 1911 | 1921 | 1926 | 1931 | 1936 | 1946 | 1954 |
| ---- | ---- | ---- | ---- | ---- | ---- | ---- | ---- | ---- |
| 512  | 516  | 504  | 421  | 424  | 382  | 393  | 430  | 440  |

| 1962 | 1968 | 1975 | 1982 | 1990 | 1999 | 2005 | 2006 | 2010 |
| ---- | ---- | ---- | ---- | ---- | ---- | ---- | ---- | ---- |
| 415  | 416  | 419  | 411  | 420  | 420  | 412  | 404  | 434  |

| 2015 | 2020 | 2022 | - | - | - | - | - | - |
| ---- | ---- | ---- | - | - | - | - | - | - |
| 426  | 404  | 403  | - | - | - | - | - | - |

## Culture locale et pmatrimoine

### Lieux et monuments
- Église Saint-Martin de Mauregny-en-Haye construite au XIIe siècle avec boiserie et Vierge à l'enfant.
- Monument aux morts.
- Le château de Mauregny-en-Haye.
- Le « Grand Marais », une dépression tourbeuse d'une quinzaine d'hectares d'un grand intérêt écologique de par la richesse et la variété du milieu naturel.

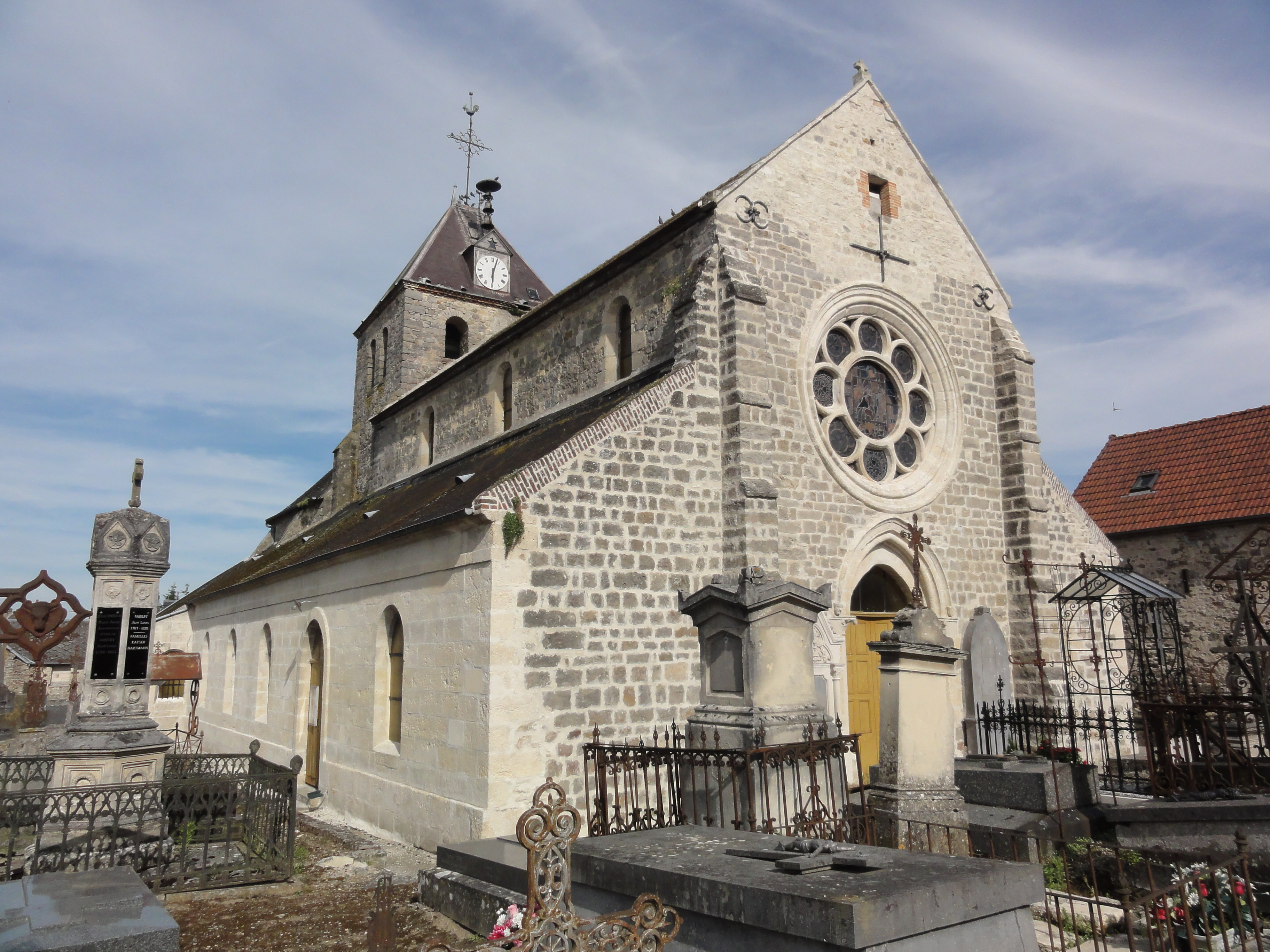
Église Saint-Martin.
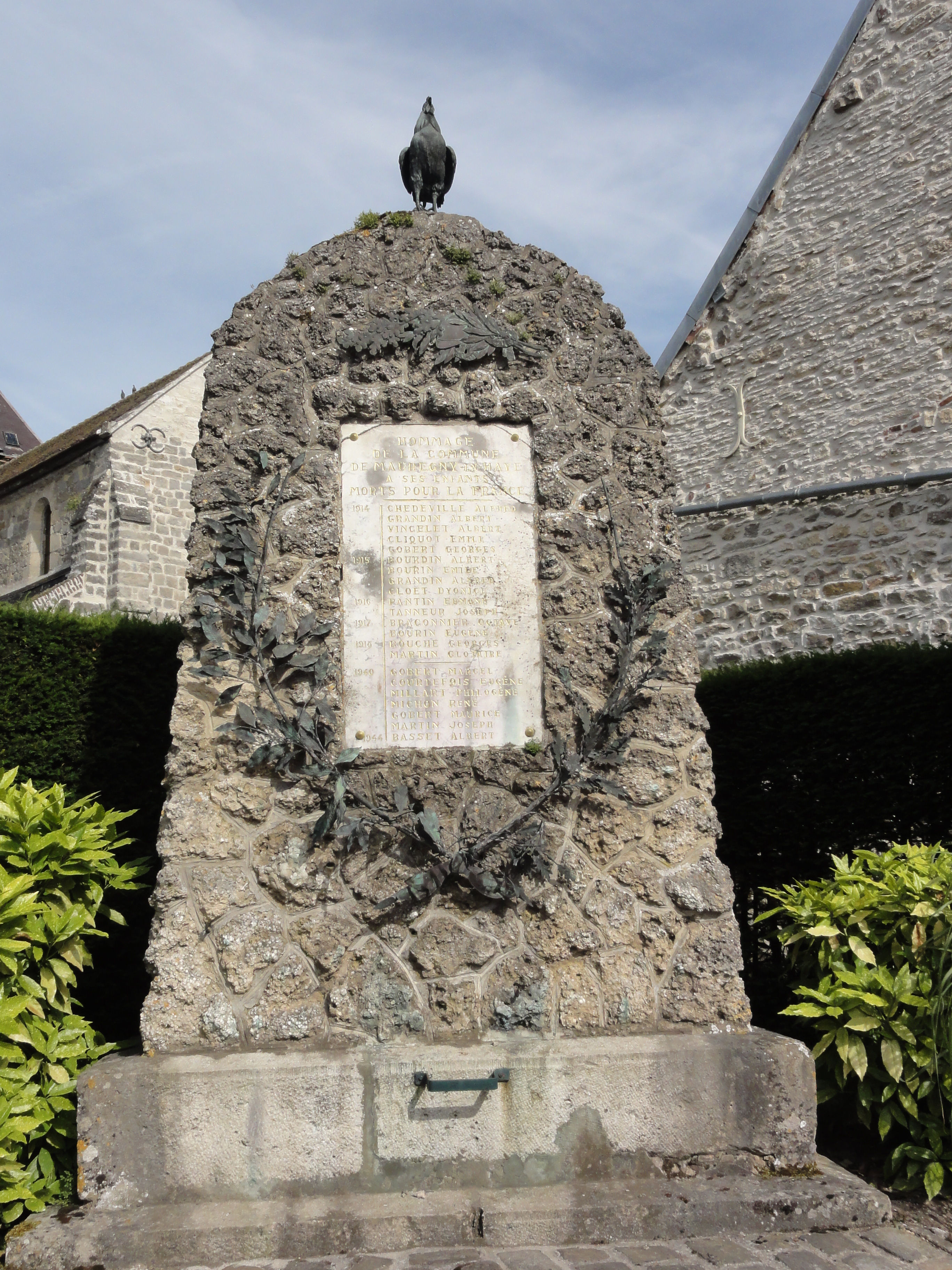
Monument aux morts.

### Personnalités liées à la commune
Mauregny-en-Haye a vu naître :
- François Clovis Hécart-Gaillot (1813,1882) artiste peintre.

## Pour approfondir